# Коул, Лестер
Лестер Коул (англ. Lester Cole; 19 июня 1904 года — 15 августа 1985 года) — американский киносценарист. Входил в «Голливудскую десятку» — чёрный список видных деятелей Голливуда, которым из-за их коммунистических убеждений было запрещено заниматься кинематографической деятельностью в годы маккартизма.

## Биография
Лестер Коул родился 19 июня 1904 года в Нью-Йорке в семье еврейских иммигрантов из Польши. Карьеру в кинематографе он сперва начинал как актер, но вскоре обратился к кинодраматургии. Первый фильм, снятый по сценарию Коула — это «Если бы у меня был миллион» (англ. If I Had a Million) 1932 года.
В 1933 году Лестер Коул вместе со своими друзьями-сценаристами Джон Хоуард Лоусон и Сэмюэлем Орницем вошёл в Гильдию сценаристов США.
Всего с 1932 по 1947 годы Коул написал сорок сценариев к фильмам, самым известным из которых является «Цель — Бирма».
В 1934 году стал членом Коммунистической партии США.
После начала холодной войны и начала преследования коммунистов Лестер Коул был вызван на публичные слушания в Комиссию по расследования антиамериканской деятельности при Конгрессе США. Он в числе 10 кинематографистов ссылаясь на Первую поправку к Конституции США, отказался отвечать на вопрос комиссии: «Состоите ли Вы или состояли когда-либо в коммунистической партии?». Это было расценено как неуважение к Конгрессу и Коул был приговорен к штрафу на тысячу долларов и 12 месяцам лишения свободы.
Срок отбывал в тюрьме Данбери штата Коннектикут. Досрочно освобожден после девяти месяцев лишения свободы.
После выхода из тюрьмы Коул не мог найти работу в кинематографе и перебивался случайными заработками. В 1961 году переехал в Лондон, но впоследствии возвратился обратно в Штаты.
В 1960-е годы Коула удалось вернутся в кино и он под псевдонимом «Джеральд Л. С. Копли» написал сценарии к нескольким фильмам. Самая известная работа Коула за этот период — фильм «Рождённая свободной» 1966 года.
В 1981 году Лестер Коул опубликовал свои мемуары, названные «Hollywood Red: The Autobiography of Lester Cole». В воспоминаниях Коул предал огласке инцидент, случившийся в 1978 году на одной из радиопередач между ним и бывшим членом компартии Баддом Шульбергом, который в сороковые годы на слушаниях Комиссии по расследованию антиамериканской деятельности выступал в качестве «дружественного свидетеля». По словам Коула, он обругал Шульберга «канарейкой» и «стукачом».

Ты разве не канарейка, певшая перед Комиссией по антиамериканской деятельности? Разве не канарейка? Ах ты другая птица, голубь — из породы приманок…

Давай спой, канарейка, спой, сволочь!Оригинальный текст (англ.)Aren't you the canary who sang before the un-American Committee? Aren't you that canary? Or are you another bird, a pigeon – the stool kind....
Just sing, canary, sing, you bastard! — 
.
В последние годы своей жизни Лестер Коул проживал в Сан-Франциско и преподавал в Калифорнийском университете в Беркли.
Лестер Коул скончался от сердечного приступа 15 августа 1985 года в возрасте 81 года. По словам американского историка Рональда Радоша, Коул до самой смерти оставался сторонником ортодоксально-коммунистических идей.

## Избранная фильмография
| Год  |   | Русское название           | Оригинальное название | Роль      |
| ---- | - | -------------------------- | --------------------- | --------- |
| 1932 | ф | Если бы у меня был миллион | If I Had a Million    | сценарист |
| 1945 | ф | Цель — Бирма               | Objective, Burma!     | сценарист |
| 1947 | ф | Высокая стена              | High Wall             | сценарист |
| 1966 | ф | Рождённая свободной        | Born Free             | сценарист |